# José Roque Hernández
José Roque Hernández (Matanzas, Cuba, 31 de marzo de 1857 – Cuba, 26 de marzo de 1899) fue un inventor, mecánico y militar cubano que luchó en el Ejército Libertador de Cuba, junto a sus tres hermanos. Él inventó el Trasbordador de Caña, invento que revolucionó el transporte de la materia prima a los centrales azucareros y es considerado como uno de los más importantes inventos cubanos de la Tecnología Azucarera del siglo XIX, y, ya en la guerra, un Disparador automático para bombas de dinamita, probado en octubre de 1896 y usado en la parte occidental de Cuba por el Ejército Libertador. Su mujer, Inés Ponce Orta, fue una de las principales colaboradoras de las fuerzas cubanas en la clandestinidad, en la villa de Corral Falso de Macurijes.

## Biografía
Nacido el 31 de marzo de 1857 en Matanzas (Cuba), fue hijo de Ignacio Roque de Escobar y Alfonso —descendiente de dos notables familias españolas originarias de La Palma, en las Islas Canarias— y de Amalia Hernández. Sus hermanos fueron, al menos, Aurelio, Rogelio y Carlos. Como mecánico, se asentó en Guarina (en el actual Jagüey Grande), en 1880, comprando más tarde una colonia de las antiguas tierras del Ingenio Santo Domingo.
Debido a las dificultades existentes para trasbordar la caña al ferrocarril, que en aquellos momentos aún se hacía a mano, creó, con la ayuda del médico veterinario francés Honoré Lainé, de los hermanos de su mujer Cornelio, Carlos y Ramón Ponce y de su hermano Aurelio,  el Trasbordador de Caña, invento que revolucionó el transporte de la materia prima a los centrales azucareros. Se casó con Inés Ponce Orta, hija del Alcalde Municipal del Término de Macurijes, Marcial Ponce Vera. 
Con el Trasbordador de Caña, él y los hermanos de su esposa, Cornelio y Carlos, se fueron a la manigua, para luchar en la guerra de la Independencia de Cuba el 27 de octubre de 1895, una guerra en la que también participaron sus hermanos en el bando libertador. En la contienda lo nombraron Coronel —ejerciendo como Jefe de la Brigada Norte de Matanzas— del Ejército Libertador. Además, inventó un disparador automático para bombas de dinamita, probado en octubre de 1896 y usado en la parte occidental de Cuba por el Ejército Libertador. Enfermó a mediados de 1897 y lo enviaron a EE. UU., de donde regresó a inicios de 1899. Murió el 26 de marzo del mismo año, olvidado por las autoridades recién instaladas.